# Sam el Insumergible
Sam el Insumergible (su nombre real era Oskar u Oscar) era el nombre del gato de un barco alemán que al parecer prestó servicio en la Marina Real británica y la Kriegsmarine alemana durante la Segunda Guerra Mundial, llegando a estar a bordo de tres buques y sobrevivir al hundimiento de todos ellos.

## Servicio

### Bismarck

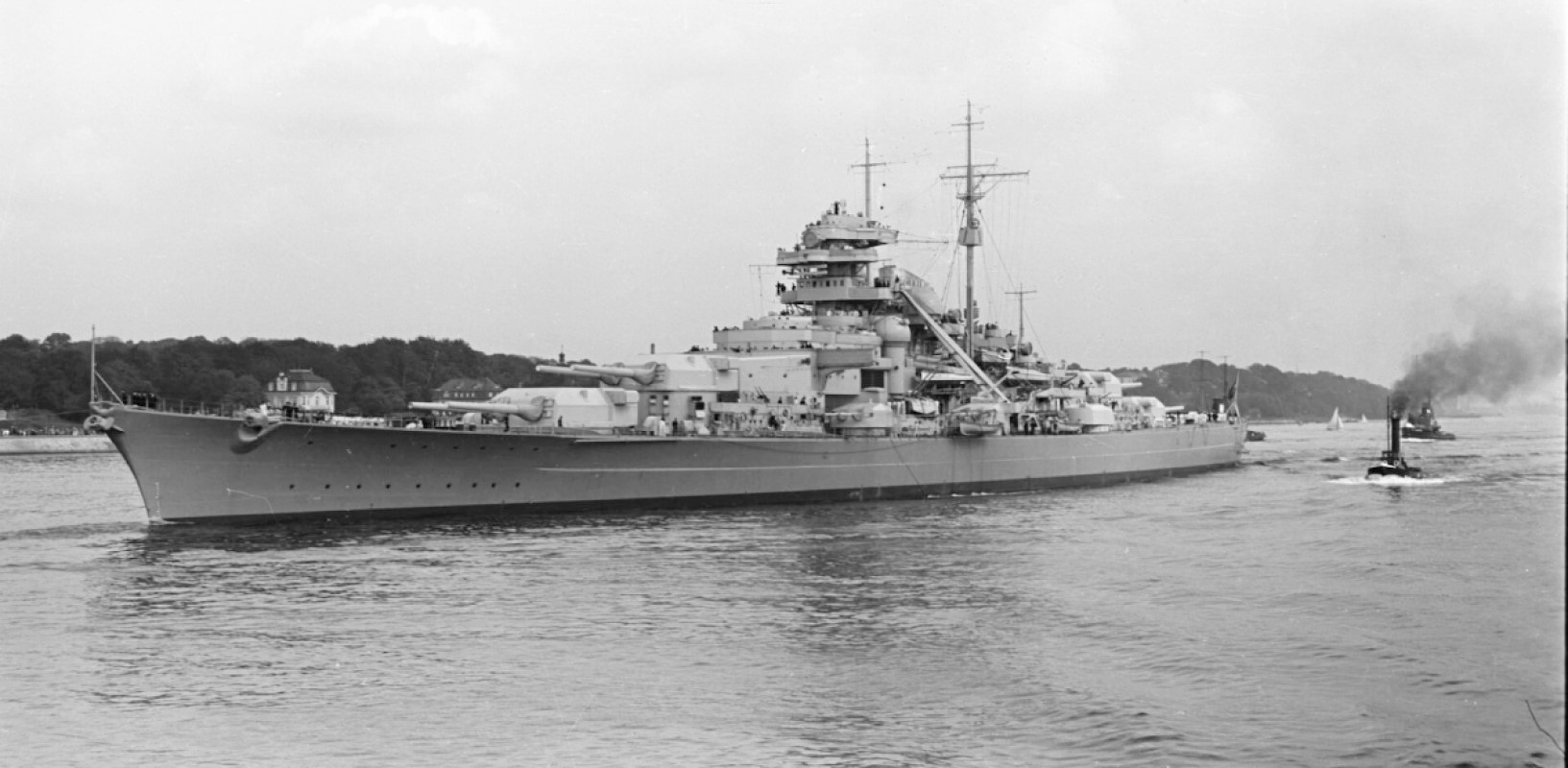
Bismarck.

El gato blanco y negro había pertenecido a un desconocido miembro de la tripulación del acorazado alemán Bismarck. Estaba a bordo del barco el 18 de mayo de 1941 cuando zarpó para participar en la Operación Rheinübung, su primera y única misión. El Bismarck fue hundido después de una feroz batalla naval el 27 de mayo, de la que solo 118 miembros de su tripulación de más de 2.200 hombres habían sobrevivido. Horas más tarde, Oskar fue encontrado flotando en un tablero que flotaba en el agua y fue recogido: el único sobreviviente (junto a otros 114) en ser rescatado por el destructor británico HMS Cossack. Sin saber cuál sería su nombre en el Bismarck, la tripulación del HMS Cossack llamó a su nueva mascota "Sam".

### HMSCossack

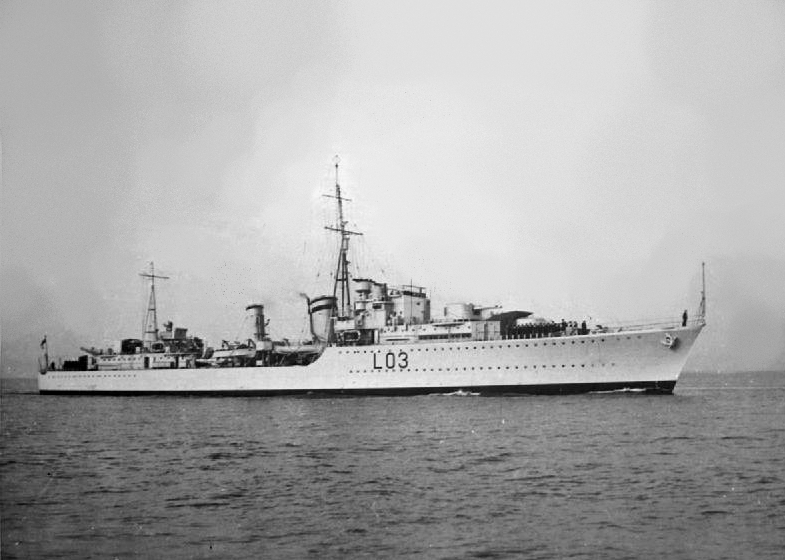
HMS Cossack.

El gato sirvió a bordo del HMS Cossack en los siguientes meses a medida que el barco llevaba a cabo tareas de escolta de convoyes en el Mediterráneo y en el Atlántico norte. El 24 de octubre de 1941, el Cossack escoltaba un convoy de Gibraltar al Reino Unido cuando fue gravemente dañado por un torpedo disparado por el submarino alemán U-563. La tripulación fue transferida al destructor HMS Legion, y se hizo un intento para remolcar al Cossack para volver a Gibraltar, pero el empeoramiento de las condiciones climáticas hizo imposible la tarea y tuvo que ser abandonado. El 27 de octubre, el Cossack se hundió al oeste de Gibraltar. La explosión inicial había arrancado un tercio de la sección delantera de la nave y producido 159 bajas en la tripulación, pero Sam había sobrevivido a esto también y fue llevado a la orilla en la costa de Gibraltar.

### HMSArk Royal

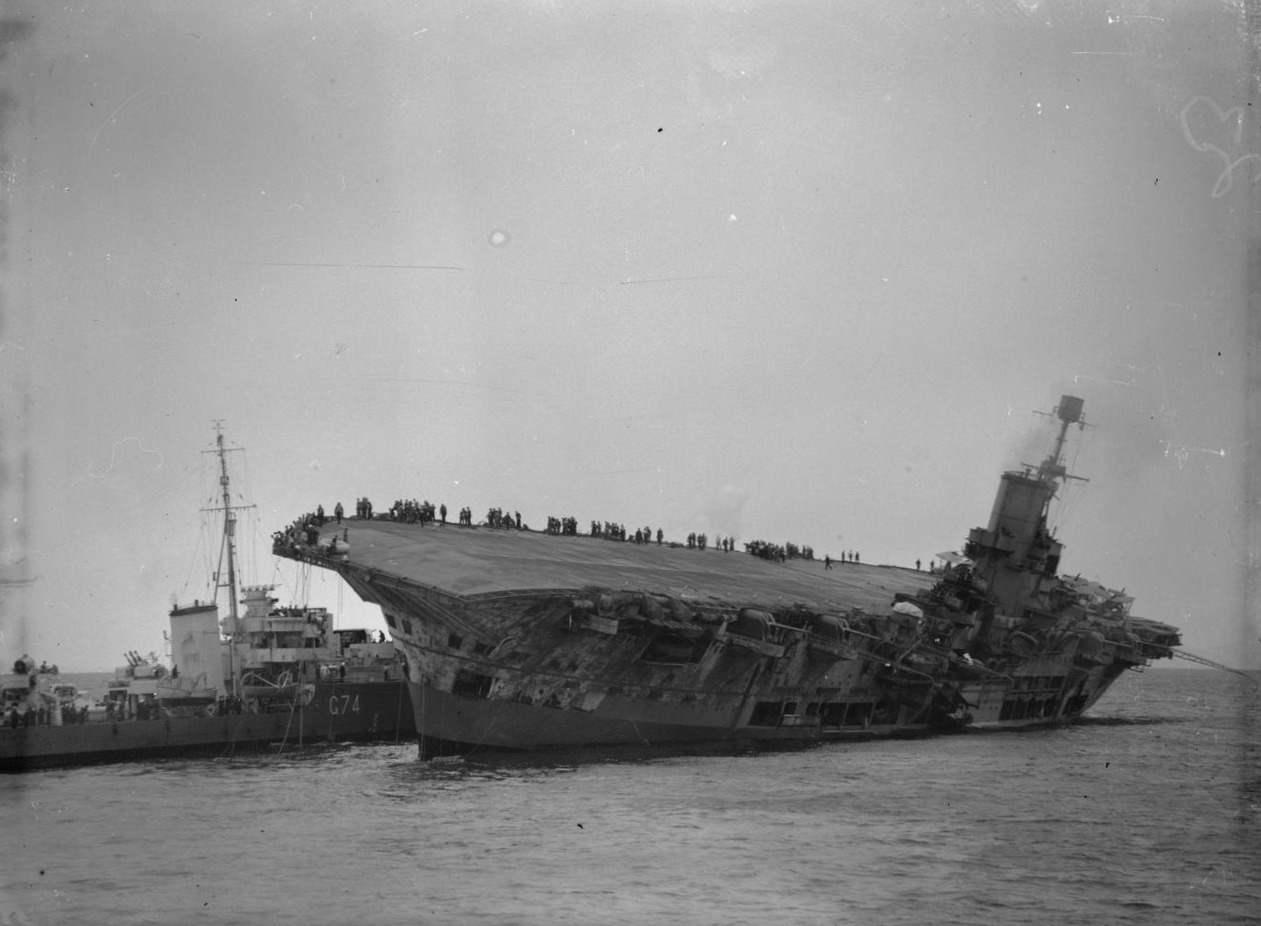
HMS Ark Royal asistido por el HMS Legion.

Apodado "Unsinkable Sam" (Insumergible Sam), el gato fue transferido al portaaviones HMS Ark Royal que casualmente había participado en la destrucción de Bismarck. Aun así, Sam no encontraría más suerte allí, y cuándo volvía de Malta el 14 de noviembre de 1941 el submarino U-81 vengó el hundimiento del Bismarck torpedeando al Ark Royal. También hubo intentos para remolcar al Ark Royal a Gibraltar, pero una imparable vía de agua hizo la tarea inútil. El portaaviones se dio la vuelta y se hundió a 30 millas de Gibraltar. La lentitud con la que se hundió el barco hizo posible salvar a todos los tripulantes excepto uno. Los supervivientes, incluyendo Sam, quién había sido encontrado aferrándose a una tabla de una lancha, y descrito como "enojado pero ileso", fue transferido al HMS Lightning y al mismo HMS Legion qué había rescatado la tripulación de Cossack. El Legion sería a su vez hundido en 1942 y el Lightning en 1943.

## Jubilación
La pérdida del Ark Royal justificó el fin de la carrera en la armada de Sam y fue transferido primero a las oficinas del Gobernador en Gibraltar y después devuelto al Reino Unido, donde pasó el resto de la guerra en la casa de un marinero en Belfast.
Sam murió en 1955. Un retrato de Sam ("Oscar, the Bismarck's Cat" ) por la artista Georgina Shaw-Baker está en el Museo Marítimo Nacional, Greenwich.

## Vida
Algunas voces autorizadas cuestionan la historia de Oskar/Sam, porque por ejemplo, hay cuadros de dos gatos diferentes identificados como Oscar o Sam. El hundimiento del Bismarck y el rescate de un número limitado de supervivientes, tuvo lugar en condiciones desesperadas; los barcos británicos tenían órdenes de no detenerse por si había submarinos alemanes en la zona y muchos supervivientes tuvieron que ahogarse. No hay ninguna mención del rescate del gato de Ludovic Kennedy que dio cuenta detallado del hundimiento.